# Шипп, Чарли
Чарльз Уильям «Чарли» Шипп (англ. Charles William "Charley" Shipp; 3 декабря 1913 года, Индианаполис, Индиана, США — 21 марта 1988 года, Индианаполис, Индиана, США) — американский профессиональный баскетболист и тренер. Четырёхкратный чемпион НБЛ (1938, 1941—1942, 1945).

## Ранние годы
Чарли Шипп родился 3 декабря 1913 года в городе Индианаполис (штат Индиана), учился там же в Кафедральной школе, в которой играл за местную баскетбольную команду. В 1937 году закончил в Католический университет Америки, где в течение трёх лет играл за команду «Католик Юниверсити Кардиналс», в которой провёл успешную карьеру. В 1973 году он был включён в Баскетбольный Зал Славы Индианы.

## Профессиональная карьера
Играл на позиции атакующего защитника и лёгкого форварда. В 1937 году Чарли Шипп заключил соглашение с командой «Акрон Гудиер Уингфутс», выступавшей в Национальной баскетбольной лиге и уже в дебютном сезоне помог выиграть своей команде турнир НБЛ. Позже выступал за команды «Ошкош Олл-Старз» (НБЛ), «Форт-Уэйн Золлнер Пистонс (НБЛ), «Андерсон Даффи Пэкерс» (НБЛ) и «Уотерлу Хокс» (НБЛ, НБА). Всего в НБЛ провёл 12 сезонов, а в НБА — 1 сезон. В сезонах 1940/1941, 1941/1942 и 1944/1945 годов, будучи в разные годы одноклубником Лероя Эдвардса, Бобби Макдермотта, Бадди Дженнетта и Чика Райзера, Чарли в составе «Олл-Старз» и «Золлнер Пистонс» выиграл ещё три чемпионских титула и попутно вместе со своим партнёром Джерри Бушем стал самым титулованным (по 4 титула) игроком НБЛ. Помимо этого пять раз включался в 1-ю сборную всех звёзд НБЛ (1938, 1940—1943), а также два раза — во 2-ю сборную всех звёзд НБЛ (1939, 1944). После упразднения лиги был включён в сборную всех времён НБЛ. Всего за карьеру в НБЛ Чарли Шипп сыграл 376 игр, в которых набрал 1935 очков (в среднем 5,1 за игру). Всего за карьеру в НБА сыграл 23 игры, в которых набрал 107 очков (в среднем 4,7 за игру) и сделал 46 передач. Помимо этого Шипп в составе «Олл-Старз», «Пистонс» и «Пэкерс» шесть раз участвовал во Всемирном профессиональном баскетбольном турнире, став его трёхкратным победителем (1942, 1945—1946).

## Тренерская карьера
Последние два неполных года в качестве игрока «Уотерлу Хокс» Шипп был играющим тренером команды (1948—1950), причём первый сезон он провёл в НБЛ, имея почти равный баланс побед и поражений (30—32), но в турнирной таблице его команда заняла четвёртое место и не попала в плей-офф, а второй уже в НБА, однако из-за неудовлетворительных результатов команды был уволен со своего поста в середине сезона (8—27). На освободившееся место был назначен его одноклубник Джек Смайли, а Чарли после увольнения решил завершить свою профессиональную карьеру.

## Смерть
Чарли Шипп скончался 21 марта 1988 года на 75-м году жизни в городе Индианаполис (штат Индиана).

## Статистика

### Статистика в НБА
| Сезон                                                                                    | Команда | Регулярный сезон | Регулярный сезон | Регулярный сезон | Регулярный сезон | Регулярный сезон | Регулярный сезон | Регулярный сезон | Регулярный сезон | Регулярный сезон | Регулярный сезон | Регулярный сезон | Серия плей-офф | Серия плей-офф | Серия плей-офф | Серия плей-офф | Серия плей-офф | Серия плей-офф | Серия плей-офф | Серия плей-офф | Серия плей-офф | Серия плей-офф | Серия плей-офф |
| Сезон                                                                                    | Команда | GP               | GS               | MPG              | FG%              | 3P%              | FT%              | RPG              | APG              | SPG              | BPG              | PPG              | GP             | GS             | MPG            | FG%            | 3P%            | FT%            | RPG            | APG            | SPG            | BPG            | PPG            |
| ---------------------------------------------------------------------------------------- | ------- | ---------------- | ---------------- | ---------------- | ---------------- | ---------------- | ---------------- | ---------------- | ---------------- | ---------------- | ---------------- | ---------------- | -------------- | -------------- | -------------- | -------------- | -------------- | -------------- | -------------- | -------------- | -------------- | -------------- | -------------- |
| 1949/50                                                                                  | Уотерлу | 23               |                  |                  | 25,5             |                  | 72,5             |                  | 2,0              |                  |                  | 4,7              | Не участвовал  | Не участвовал  | Не участвовал  | Не участвовал  | Не участвовал  | Не участвовал  | Не участвовал  | Не участвовал  | Не участвовал  | Не участвовал  | Не участвовал  |
|                                                                                          | Всего   | 23               |                  |                  | 25,5             |                  | 72,5             |                  | 2,0              |                  |                  | 4,7              | Не участвовал  | Не участвовал  | Не участвовал  | Не участвовал  | Не участвовал  | Не участвовал  | Не участвовал  | Не участвовал  | Не участвовал  | Не участвовал  | Не участвовал  |
| Наведите курсор мыши на аббревиатуры в заголовке таблицы, чтобы прочесть их расшифровку. |         |                  |                  |                  |                  |                  |                  |                  |                  |                  |                  |                  |                |                |                |                |                |                |                |                |                |                |                |